# Snifning
Snifning (Latin insufflatio), udtrykket bruges i forbindelse med inhalering af forskellige produkter gennem næsen, blandt andet medicin, narkotika og organiske opløsningsmidler.

## Anvendelser

### Medicin
Mod høfeber anvendes eksempelvis inhalatorer til indblæsning af forstøvet medicin i næsen.

### Narkotika (misbrug)
Kokain i pulverform inhaleres via et rør gennem næsen.

### Opløsningsmidler (misbrug)
Indånding af dampe fra organiske opløsningsmidler, for at opnå beruselse.
Eksempelvis anvendes benzin, fortynder, hårlak og lightergas.

## Ekstern henvisning
- Sundhedsstyrelsen, snifning Arkiveret 11. september 2005 hos  Wayback Machine

| Farmakologi | Spire Denne artikel om farmakologi er en spire som bør udbygges. Du er velkommen til at hjælpe Wikipedia ved at udvide den. |